# 杨肖娥
杨肖娥，浙江大学教授，主要从事植物营养与生态健康、环境生物修复与生态工程等方向的研究工作。任美国农学会会士、中华人民共和国教育部第五批"长江学者"特聘教授。